# Parapantadenia chauvetiae
Parapantadenia chauvetiae är en törelväxtart som beskrevs av Jacques Désiré Leandri och René Paul Raymond Capuron. Parapantadenia chauvetiae ingår i släktet Parapantadenia och familjen törelväxter. Inga underarter finns listade i Catalogue of Life.